# Aristotelia staticella
Aristotelia staticella is een vlinder uit de familie tastermotten (Gelechiidae). De wetenschappelijke naam is, als Ergatis staticella, voor het eerst geldig gepubliceerd in 1876 door Millière.
De soort komt voor in Europa.